# FK Ústí nad Labem
FK Ústí nad Labem är en tjeckisk fotbollsklubb från staden Ústí nad Labem som spelar i Druhá liga. Kända spelare som spelat här är Edin Džeko och Samir Merzić från Bosnien och Hercegovina. FK Ústí nad Labem spelade en säsong, 2010/2011, i Gambrinus liga och har spelat 1952 och 1958/1959 i Tjeckoslovakiens högsta liga. Med Svatopluk Habanec som tränare vann klubben Druhá liga 2011/2012 men flyttades inte upp på grund av att arenan inte uppfyllde alla krav. Habanec själv fick kontrakt med 1. FC Slovácko i den högsta ligan.

## Klubbens namn
- 1945 – SK Ústí nad Labem
- 1947 – SK Slavia Ústí nad Labem
- 1949 – Sokol Armaturka Ústí nad Labem
- 1950 – ZSJ Armaturka Ústí nad Labem
- 1953 – DSO Spartak Ústí nad Labem
- 1962 – TJ Spartak Ústí nad Labem
- 1977 – TJ Spartak Armaturka Ústí nad Labem
- 1983 – TJ Spartak PS Ústí nad Labem
- 1984 – TJ Spartak VHJ PS Ústí nad Labem
- 1991 – FK Armaturka Ústí nad Labem
- 1994 – FK GGS Arma Ústí nad Labem
- 1999 – Sammanslagning med FK NRC Všebořice (samma namn som tidigare)
- 2001 – MFK Ústí nad Labem
- 2006 – FK Ústí nad Labem